# جان مک‌کین
جان سیدنی مک‌کین سوم(به انگلیسی: John Sidney McCain III)‏( زاده ۲۹ اوت ۱۹۳۶– درگذشته ۲۵ اوت ۲۰۱۸) سیاست‌مدار آمریکایی و سناتور مجلس سنای ایالات متحده آمریکا از ایالت آریزونا بود. وی نامزد انتخابات ریاست‌جمهوری ۲۰۰۸ ایالات متحده آمریکا از حزب جمهوری‌خواه بود و در انتخابات چهارم نوامبر ۲۰۰۸( میلادی) با اختلاف زیادی از سناتور باراک اوباما نامزد حزب دموکرات شکست خورد.
پدر و پدربزرگ جان مک‌کین هر دو ژنرال چهار ستاره نیروی دریایی ایالات متحده آمریکا بودند. یک ناو جنگی آمریکا به یادبود هر سهٔ آن‌ها نام‌گذاری شده‌است.

## آغاز زندگی
جان سیدنی مک‌کین در ۲۹ اوت ۱۹۳۶ در یک پایگاه هوایی نیروی دریایی ایالات متحده آمریکا در منطقه کانال پاناما چشم به جهان گشود. پدر و پدر بزرگ او هر دو آدمیرال ناوگان چهار ستاره نیروی دریایی آمریکا بودند.
ماموریت‌های شغلی پدر جان تا پیش از ثبت نام در آکادمی نیروی دریایی آمریکا در آناپولیس مریلند باعث شد تا جان در سال‌های نخست تحصیل به به مدرسه ثابتی نرود.

## خدمت نظامی
پس از مدرسه جان مک‌کین به دانشکده نیروی دریایی ایالات متحده آمریکا در پنساکولا، فلوریدا رفت و با گذراندن یک دوره دو سال و نیمه در سال ۱۹۵۸ (میلادی) با مدرک خلبان فارغ‌التحصیل شد. او در آن دوره به مردی خوشگذران شناخته می‌شد.
او خلبان خوبی نبود؛ زیرا یک بار در دوره آموزش خلبانی هواپیمایش در دریا سقوط کرد و بار دیگر در دوره مأموریت در دریای مدیترانه هواپیمایش با سیم‌های برق در اسپانیا برخورد کرد و باعث قطع برق در منطقه شد. اما با این حال به پرواز ادامه داد که نشان‌دهنده جسارت او بود.
او و پس از آن به عنوان خلبان نیروی دریایی آغاز به کار کرد. جان مک‌کین سال‌های زیادی را در نیروی دریایی ایالات متحده آمریکا خدمت کرده‌است.

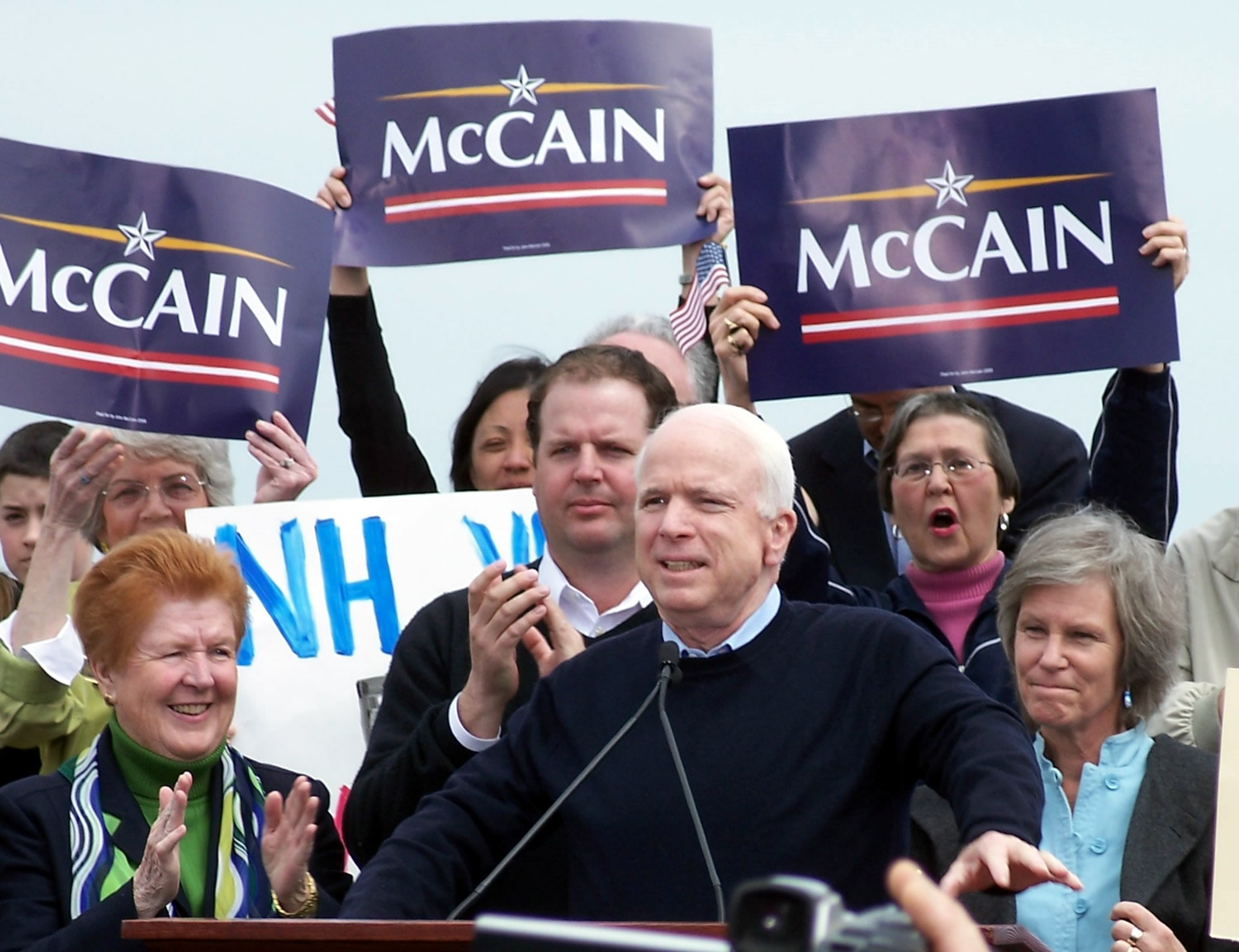

## جنگ ویتنام
در سال ۱۹۶۷ جان مک‌کین به کشتی یواس‌اس فورستال فرستاده شد تا در عملیات «تندر غلتان» ویتنام شمالی را بمباران کند. اما آتش‌سوزی کشتی و زخمی‌شدن مک‌کین باعث فرستادن او به کشتی یواس‌اس اریسکانی شد.
جان مک‌کین در هنگام جنگ ویتنام در ۲۶ اکتبر ۱۹۶۷ (میلادی) به اسارت درآمد. او در حال انجام بیست و سومین مأموریت بمباران بر فراز ویتنام شمالی بود که اسکای هاک A-4E او با اصابت موشکی بر فراز هانوی سقوط کرد. هر دو بازو و یک پای او هنگام خروج از هواپیما شکست و هنگامی در دریاچه تروک باک فرود آمد در آستانهٔ خفگی بود. برخی ویتنامی‌های شمالی او را نجات دادند و او را به زندان مرکزی هانوی بردند.
با این که مک‌کین شدیداً زخمی بود، اسیرکنندگان او از درمان زخم‌های او سرباز زدند و با زدن و بازجویی او سعی درگرفتن اطلاعات کردند. او تازه وقتی مداوا شد که ویتنام شمالی‌ها فهمیدند پدر او آدمیرالی برجسته است. وضعیت اسارت او بر صفحه اول روزنامه‌های اصلی درج شد. مک‌کین ۶ هفته در بیمارستان بود و مداوایی جزئی شد. او پس از از دست دادن ۲۳ کیلوگرم و سفید شدن موهایش در دسامبر ۱۹۶۷ به سلولی به همراه دو آمریکایی دیگر فرستاده شد که انتظار نداشتند بیش از یک هفته زنده بماند. در مارس ۱۹۶۸ (میلادی) مک‌کین به انفرادی برده شد و دو سال در آنجا ماند.
با به فرماندهی رسیدن پدر جان مک‌کین، نیروهای ویتنامی پیشنهاد آزادی او را دادند. اما خود مک‌کین این پیشنهاد را رد کرد و پذیرش آن را به آزادی تمام نیروهای آمریکایی که پیش از او اسیر شده بودند مشروط کرد. با رد پیشنهاد آزادی، شکنجه او دوباره آغاز شد تا جایی که او اقدام به خودکشی کرد. در پایان پس از پنج سال در ۱۹۷۳ (میلادی) آزاد شد. صدمات زمان جنگ باعث شد او برای همیشه نتواند بازوانش را از سرش بالاتر ببرد. به دلیل داشتن تجربه شکنجه، او یکی از مدافعان سرسخت منع شکنجه بود.
پس از آزادی و بازگشت به آمریکا جان مک‌کین، خدمت در نیروی دریایی را تا هنگام بازنشستگی در ۱۹۸۱ (میلادی) ادامه داد.

## کنش سیاسی
یک دوره همکار میان نیروی دریایی آمریکا با مجلس سنا در سال ۱۹۷۷ (میلادی) باعث علاقه‌مندی مک‌کین سیاست شد.

### مجلس
جان مک‌کین کنش سیاسی خود را پس از کوچ به ایالت آریزونا آغاز کرد. در سال ۱۹۸۲ (میلادی) پیروز انتخابات مجلس نمایندگان ایالات متحده آمریکا در حوزه انتخابیه فینیکس، آریزونا شد. در ۱۹۸۴ (میلادی) وارد کمیته سیاست خارجی مجلس شد. این کار باعث افزایش چشمگیر اعتبار او شد. در ۱۹۸۷ (میلادی) نمایند آریزونا در مجلس سنای آمریکا شد. او در این دوره قانونی را به تصویب رساند که به مردم سرخ‌پوست اجازه کسب درآمد از قمارخانه را می‌داد.

### انتخابات ریاست‌جمهوری ۲۰۰۰
جان مک‌کین در مرحله رقابت درون حزبی انتخابات ریاست‌جمهوری ایالات متحده آمریکا (۲۰۰۰) در رقابت با جرج دابلیو بوش در ایالت نیوهمپشایر برای تعیین نامزد حزب در انتخابات، به یک پیروزی غیرمنتظره دست یافت. اما به علت انتقادات و حملات مخالفین به ویژه راست‌گرایان بانفوذ مذهبی، به تدریج وجهه خود را از دست داد و جورج بوش موفق به نامزدی جمهوریخواه را در انتخابات سال ۲۰۰۰ شد. پس از این شکست جان مک‌کین بار دیگر به مجلس سنا بازگشت و عضو کمیته نیروهای مسلح مجلس سنا شد. در هنگام انتخابات از بوش حمایت کرد. اما در دوران ریاست‌جمهوری بوش به یکی از منتقدان او تبدیل شد. او به قانون کاهش مالیات‌های بوش و سیاست‌های کنترل فروش و نگهداری سلاح رأی منفی داد.

### انتخابات ریاست‌جمهوری ۲۰۰۸
او در انتخابات ریاست‌جمهوری ایالات متحده آمریکا (۲۰۰۸) از باراک اوباما شکست خورد. از انتقادهای وارد به او انتخاب سارا پیلین، فرماندار آن هنگام آلاسکا به عنوان نامزد معاون رئیس‌جمهور ایالات متحده آمریکا بود. انتخاب سارا پیلین به دلیل جلب حمایت مسیحیان بود. پس از انتخابات، با اوباما همکاری مشاوره‌ای داشت.

## دیدگاه‌ها
جان مک‌کین مردی سازش‌پذیر بود و می‌گفت: «من برای اینکه این کشور را دوباره به حرکت درآورم حاضرم با هر کسی کار کنم. به هر ایده‌ای که با حسن نیت و با قصد کمک به حل مسائلمان مطرح شود گوش خواهم داد.»
وی طرفدار آزادی همجنس‌گرایی، سقط جنین و اصلاح قوانین مهاجرت به ایالات متحده آمریکا بود.
او از هواداران سرسخت رونالد ریگان بود. او از پیدایش جبهه‌ای علیه نیروهای شوروی در نیکاراگوئه و حمایت از کنتراها پشتیبانی می‌کرد.
او از منتقدان شدید ریاست‌جمهوری دونالد ترامپ بود و در توانایی دونالد ترامپ برای وظایف ریاست جمهوری ابراز تردید می‌کرد. او یکبار هواداران ترامپ را «دیوانه» خطاب کرد. او پس از عمل جراحی برای بیرون آوردن لخته خون که زخمی را بالای ابروی او به وجود آورد و منجر به کشف غده‌ای مرگ‌آور در سرش شد با سیاست‌های خدمات درمانی جمهوری‌خواهان مخالفت و از لایحه حفاظت از بیمار و مراقبت مقرون‌به‌صرفه باراک اوباما پشتیبانی کرد.
او از پشتیبانان نامزدی بیل کلینتون برای دیوان عالی ایالات متحده آمریکا بود.

### جنگ عراق
جان مک‌کین از پشتیبانان جنگ عراق بود. او بارها به لزوم تقویت نیروهای آمریکایی در عراق برای تثبیت اوضاع این کشور، تأکید می‌کرد. اما در مورد دلیل عدم پیروزی در جنگ عراق، از فرماندهان نظامی و مقامات وزارت دفاع ایالات متحده آمریکا انتقاد می‌کرد. جان مک‌کین در یک سخنرانی در سال ۲۰۰۶ (میلادی) گفت که «آمریکا اشتباهات زیادی در جنگ عراق کرده‌است و تاریخ در این مورد آمریکا را مقصر خواهد شناخت». او پیش‌بینی کرده بود که فاجعه شکست آمریکا در عراق، تنها به آمریکا محدود نخواهد شد.

### ایران
جان مک‌کین از طرفداران سخت‌گیری بیشتر ایالات متحده در برخورد با ایران بود. او در جریان یک سخنرانی در آوریل ۲۰۰۷ (میلادی) در یک جلسه پرسش و پاسخ در ایالت کارولینای جنوبی، بر احتمال خطر دستیابی ایران به بمب اتمی تأکید کرد.
در هشتم فوریه ۲۰۰۸ نیز، جان مک‌کین گفت: «من همچنان اندیشناک جاه طلبی آنان هستم، که چیرگی ایرانی بر منطقه به درازای تاریخ است.» این گفته‌ها با واکنش اردشیر زاهدی در روزنامه هرالد تریبون روبرو شد. او «خشم و اندوه خود را نسبت به سخنان سناتور جان مک‌کین ابراز کرد.»
پیشتر از این در سال ۲۰۰۶، مک‌کین دولت ایران را «حکومت دیوانگان» خوانده بود و اظهار داشت: «جای تاسف است که هزاران سال تاریخ پرگهر ایران اکنون منجر به یک دولتی شده‌است که نمی‌تواند در میان کشورهای متمدن جایی داشته باشد.»
مک‌کین در ۴ فوریه ۲۰۱۳، چندر روز پس از اعلام ارسال موفقیت‌آمیز یک میمون به فضا توسط ایران و ساعاتی پس از گفته‌های محمود احمدی‌نژاد مبنی بر اینکه حاضر است فدایی شود و علی‌رغم ریسک بالایی که دارد اولین ایرانی باشد که به فضا فرستاده می‌شود در حساب تویتر خود نوشت: "پس احمدی‌نژاد می‌خواهد اولین ایرانی در فضا باشد. مگر او همین هفته پیش آن‌جا نبود؟". سخنان مک‌کین واکنش‌های مختلفی را برانگیخت. جاستین اماش، نماینده کنگره ایالات متحده این سخنان را نژادپرستانه خواند.

## بیماری و درگذشت

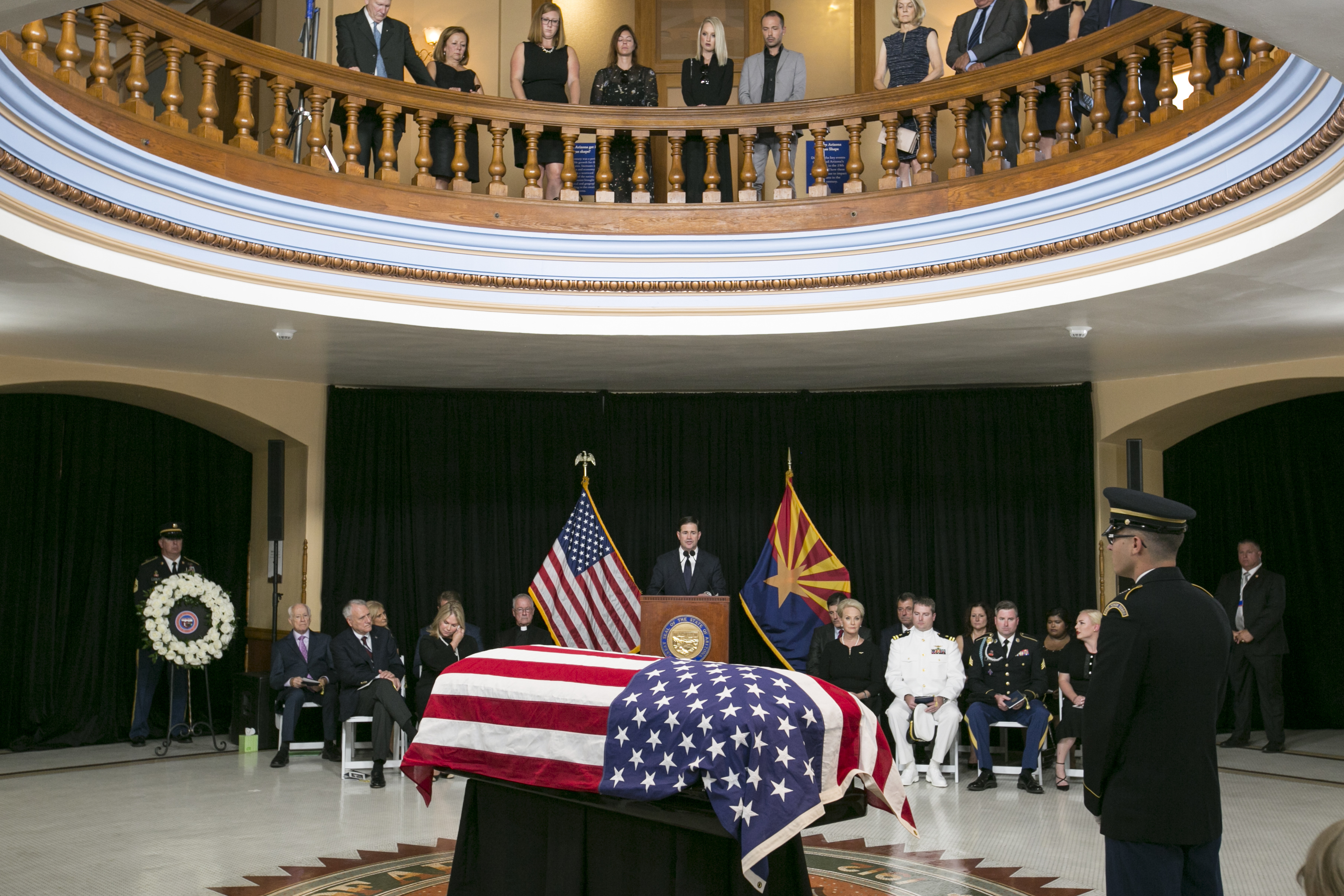
مراسم یادبود جان مک‌کین

جان مک‌کین در ۲۵ اوت ۲۰۱۸ در سن ۸۱ سالگی به علت تومور مغزی پیشرفته درگذشت.

## زندگی شخصی
همسر نخست او در هنگام اسارت مک‌کین در ویتنام تصادف کرد.
در ۱۹۷۷ مک‌کین با یک آموزگار به نام «سیندی لو هنسلی» آشنا شد. این دو در سال ۱۹۸۰ ازدواج کردند.

## نگارخانه

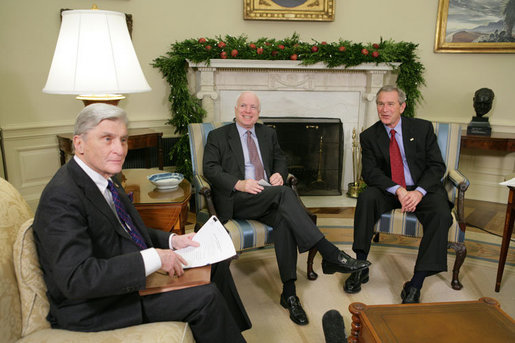
به همراه جرج بوش در کاخ سفید
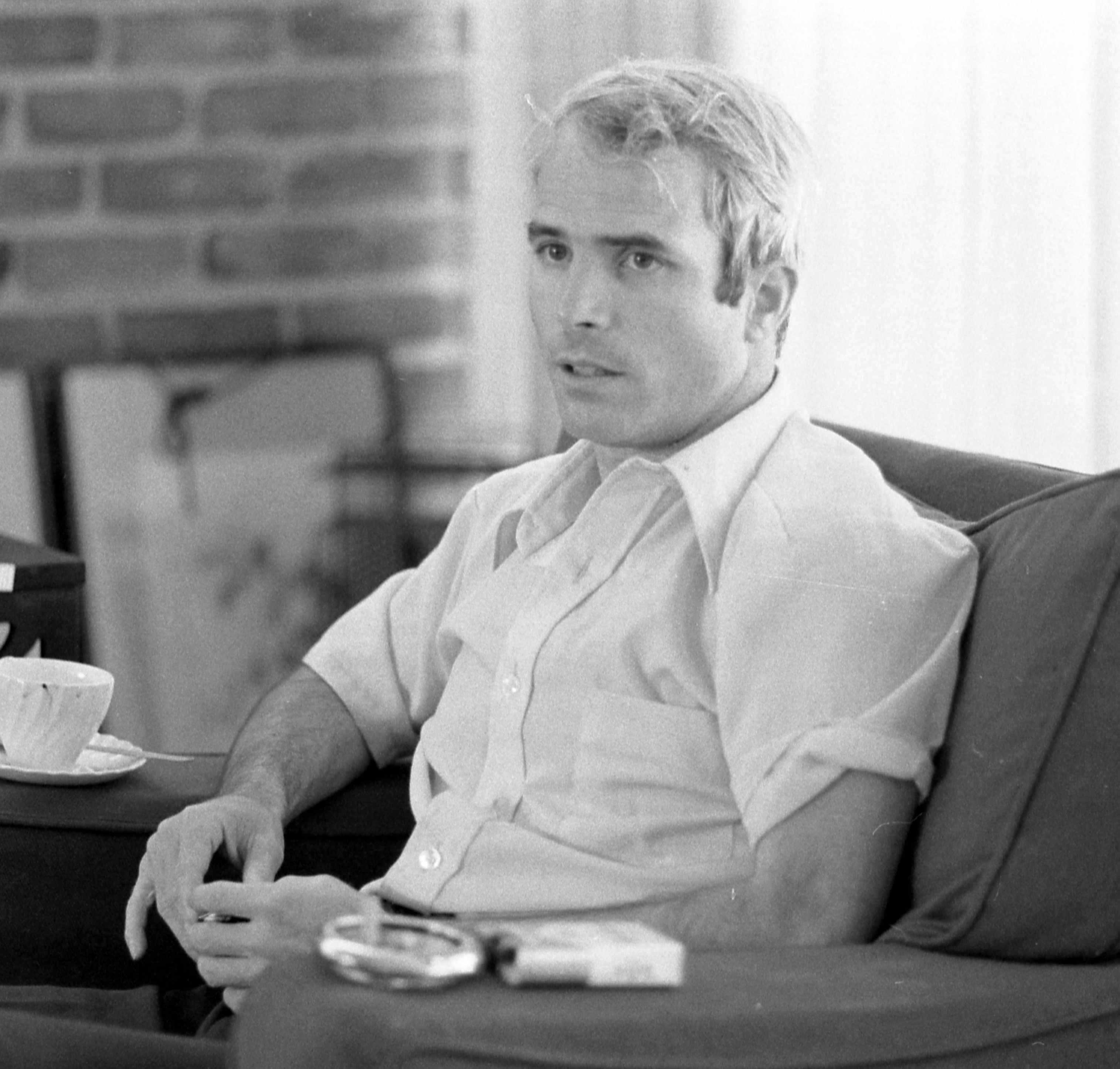
مک کین در سال ۱۹۷۴
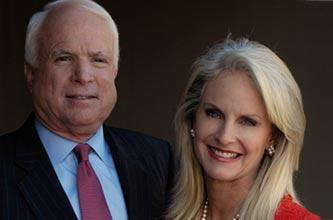
مک کین و همسر دوم او «سیندی لو هنسلی»

## جایزه‌ها، افتخارات و مدالها

### نظامی
- ستاره نقره‌ای
- لژیون افتخار
- Bronze Star
- قلب ارغوانی
- Distinguished Flying Cross[۱۸]
- Prisoner of War Medal
- National Defense Service Medal
- Vietnam Service Medal
- Vietnam Campaign Medal (Republic of Vietnam)

## نوشته‌ها
- Hard Call: Great Decisions and the Extraordinary People Who Made Them
- Character Is Destiny: Inspiring Stories Every Young Person Should Know and Every Adult Should Remember  by John McCain, مارک سالتر (Random House, اکتبر ۲۰۰۵) شابک ‎۱−۴۰۰۰−۶۴۱۲−۰
- Why Courage Matters: The Way to a Braver Life by John McCain, Mark Salter (Random House, آوریل ۲۰۰۴) ISBN 1-4000-6030-3
- Odysseus in America by Jonathan Shay, مکس کللند، John S. McCain (Scribner, نوامبر ۲۰۰۲) شابک ‎۰−۷۴۳۲−۱۱۵۶−۱
- Worth the Fighting for: A Memoir by John McCain, Mark Salter (Random House, سپتامبر ۲۰۰۲) ISBN 0-375-50542-3
- Unfinished Business: Afghanistan, the Middle East and Beyond — Defusing the Dangers That Threaten America's Security by Harlan Ullman, John S. McCain (Citadel Press, ژوئن ۲۰۰۲) ISBN 0-8065-2431-6
- Faith of My Fathers by John McCain, Mark Salter (Random House, اوت ۱۹۹۹) ISBN 0-375-50191-6
- The Reminiscences of Admiral John S. McCain, Jr. , United States Navy (retired) by John S. McCain (U.S. Naval Institute, 1999) ISBN B0006RY8ZK
- "An Enduring Peace Built on Freedom: Securing America's Future" by John McCain فارن افرز, November/December 2007
- "How the POW's Fought Back", by John S. McCain III, Lieut. Commander, U.S. Navy, یواس نیوز اند ورلد ریپورت, ۱۴ مه، ۱۹۷۳ (reprinted for web under different title in 2008)